# Belle Pérez

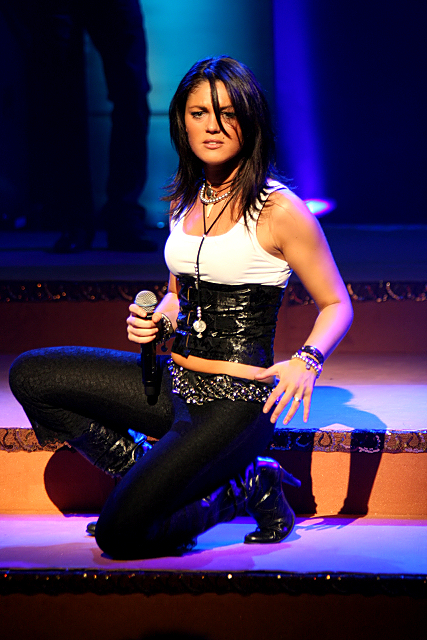
Belle Perez, 2008

María Isabelle (Belle) Perez Cerezo (* 29. Januar 1976 in Neerpelt) ist eine flämische Sängerin mit spanischen Wurzeln.

## Leben
Belle Pérez wurde von Geburt an zweisprachig erzogen und erstmals durch die Teilnahme beim belgischen Vorentscheid für den Eurovision Song Contest im Jahre 1999 bekannt. Sie belegte mit dem Lied Hello World Platz 3, hatte einen Top-10-Hit und konnte sich sogar in Neuseeland in den Charts platzieren. Ein weiteres Mal nahm sie 2006 am belgischen Vorentscheid teil. Mit ihrem Song El mundo bailando wurde sie erneut Dritte.
Am Anfang ihrer Karriere sang Belle Perez noch auf Englisch und konnte diverse europäische Erfolge verbuchen. In ihrem Heimatland Belgien blieb sie dagegen nur mäßig erfolgreich. Das änderte sich, als sie 2003 mit ihrem Album Baila Perez erstmals spanische Songs veröffentlichte, was sich bald als großer Erfolg herausstellte, denn nun verkauften sich wesentlich mehr Platten als zuvor.
In Belgien hat sie bereits sechs Alben veröffentlicht, darunter ein Best-of-Album (2005) und zwei englischsprachige Alben sowie drei spanischsprachige Alben. Seit 2005 ist sie auch in den Niederlanden erfolgreich. Mit ihrem ersten dort erschienenen Album Que viva la vida und der gleichnamigen Single konnte sie in die dortigen Top 10 einsteigen und ab diesem Zeitpunkt konstant Hits verbuchen.
Belle Perez hat seit 2002 jedes Jahr den „Sommerhit-Award“ des belgischen Radiosenders Radio2 mit ihrer jeweiligen Hitsingle gewonnen. Diese konstante Siegesreihe ist bisher noch niemandem gelungen.
Im Februar 2007 hat Belle Perez bei Chet Records (Kosmo Music) einen Plattenvertrag für Deutschland, Österreich und die Schweiz unterschrieben. Sie veröffentlichte im Juni 2007 ihre erste Single und ein Album in diesen Ländern.
Im Juli 2007 hat Belle Perez eine neue Sommer-Single in Belgien und den Niederlanden veröffentlicht, die bis dahin nur auf der Compilation Greatest Latin Hits in den Niederlanden erschienen war. Die Single heißt Djolei! Djolei.
Während des ganzen Sommers war Belle Perez im Rahmen ihrer verschiedenen Tourneen in den Niederlanden und Belgien unterwegs. Ende Juli trat sie auch für zwei Live-Sessions in Deutschland in einer bekannten Multimedia-Marktkette auf.
Im Herbst 2007 hat Belle Perez neue Songs für ihr sechstes Studio-Album aufgenommen. Zur gleichen Zeit startete auch die neue Tournee Gipsy Live zu ihrem kommenden Album. Im Anschluss an die Veröffentlichung fand eine erneute Tournee durch Belgien und die Niederlande statt.
Laut einem Online-Magazin war Sobreviviré als ihre zweite Single für Deutschland für den 2. November 2007 angekündigt, allerdings wurden die Pläne vorerst auf Eis gelegt. Nach Aussagen der Plattenfirma Kosmo Music wurde die Zusammenarbeit mit Belle Perez in Deutschland, Österreich und der Schweiz abgebrochen. Weitere Veröffentlichungen stehen nicht an. 
Ihre Single Dime que tu quieres erschien 2008 in Belgien vorab zu ihrem nächsten Album Gipsy. Sie posierte auch für das Männermagazin FHM.
Belle Pérez und ihr Gatte Mario Winters, mit dem sie bereits seit 1995 zusammen war und den sie 2000 heiratete, trennten sich 2008 nach achtjähriger Ehe. Wenige Monate später begegnete Belle in Antwerpen dem sieben Jahre jüngeren Schmuckdesigner Wouter van der Horst, mit dem sie seitdem eine Beziehung hat.
Nach dem Wechsel der Sängerin zur Major-Plattenfirma Universal 2009, hat Belle Perez auch ihr altes Autoren- und Produzententeam hinter sich gelassen. Mit den neuen Produzenten ist die erste neue Single La Colegiala entstanden, die am 16. Juli 2010 veröffentlicht wurde. Ein neuer Versuch für eine internationale Karriere ist damit geplant.

## Diskografie

### Alben
| Jahr | Titel                       | Höchstplatzierung, Gesamtwochen, AuszeichnungChartplatzierungen (Jahr, Titel, Platzierungen, Wochen, Auszeichnungen, Anmerkungen) | Höchstplatzierung, Gesamtwochen, AuszeichnungChartplatzierungen (Jahr, Titel, Platzierungen, Wochen, Auszeichnungen, Anmerkungen) | Anmerkungen                                                                                       |
| Jahr | Titel                       | BEF | NL | Anmerkungen                                                                                       |
| ---- | --------------------------- | --- | --- | ------------------------------------------------------------------------------------------------- |
| 2000 | Hello World                 | BEF13 (20 Wo.)BEF | — | Erstveröffentlichung: 14. April 2000                                                              |
| 2002 | Everything                  | BEF10 (7 Wo.)BEF | — | Erstveröffentlichung: 30. August 2002                                                             |
| 2003 | Baila Pérez                 | BEF1 Gold · (65 Wo.)BEF | NL20 (17 Wo.)NL | Erstveröffentlichung: 14. April 2003 Verkäufe: + 15.000                                           |
| 2004 | Arena 2004                  | BEF9 (24 Wo.)BEF | — | Erstveröffentlichung: 12. November 2004 Livealbum                                                 |
| 2005 | The Best of Belle Pérez     | BEF2 Platin · (62 Wo.)BEF | — | Erstveröffentlichung: 4. Juli 2005 Verkäufe: + 30.000; Kompilation, nur in Belgien veröffentlicht |
| 2005 | Que viva la vida            | — | NL9 (48 Wo.)NL | Kompilation, nur in den Niederlanden veröffentlicht                                               |
| 2006 | Gotitas de Amor             | BEF3 (25 Wo.)BEF | NL4 (34 Wo.)NL | Erstveröffentlichung: 22. Juni 2007 erstes Album im deutschsprachigen Raum                        |
| 2007 | Gotitas de amor [+ Live CD] | BEF60 (6 Wo.)BEF | — | Special Edition (mit Livealbum)                                                                   |
| 2007 | Greatest Latin Hits         | — | NL12 (9 Wo.)NL | Kompilation, nur in den Niederlanden veröffentlicht                                               |
| 2008 | Gipsy                       | BEF9 (16 Wo.)BEF | NL5 (16 Wo.)NL | Erstveröffentlichung: 20. Juni 2008                                                               |
| 2009 | Diez: Live – Acoustic       | BEF95 (1 Wo.)BEF | NL80 (1 Wo.)NL | Erstveröffentlichung: 20. März 2009 Livealbum                                                     |
| 2012 | Back to Back                | BEF7 (11 Wo.)BEF | — | Erstveröffentlichung: 24. Juni 2011 mit Gipsy Kings                                               |
| 2016 | Agua y fuego                | BEF6 (24 Wo.)BEF | NL36 (1 Wo.)NL | Erstveröffentlichung: 19. Februar 2016                                                            |
| 2019 | Fiesta Perez                | BEF16 (11 Wo.)BEF | NL82 (1 Wo.)NL | Erstveröffentlichung: 31. Mai 2019                                                                |

### Singles
| Jahr | Titel Album                                                             | Höchstplatzierung, Gesamtwochen, AuszeichnungChartplatzierungen (Jahr, Titel, Album, Platzierungen, Wochen, Auszeichnungen, Anmerkungen) | Höchstplatzierung, Gesamtwochen, AuszeichnungChartplatzierungen (Jahr, Titel, Album, Platzierungen, Wochen, Auszeichnungen, Anmerkungen) | Anmerkungen |
| Jahr | Titel Album                                                             | BEF | NL | Anmerkungen |
| ---- | ----------------------------------------------------------------------- | --- | --- | --- |
| 1999 | Hello World                                                             | — | — | dritter Platz in der Qualifikation für den Eurovision Song Contest 2000 in Belgien auf dem Soundtrack zu Den Einen oder Keinen enthalten                                                               |
| 2000 | Honeybee Hello World                                                    | BEF6 (16 Wo.)BEF | — | Erstveröffentlichung: 17. Juli 2000 |
| 2000 | This Crazy Feeling Hello World                                          | — | — | |
| 2000 | Kiss and Make Up Hello World                                            | BEF50 (1 Wo.)BEF | — | |
| 2001 | Planet of Love Everything                                               | BEF40 (6 Wo.)BEF | — | |
| 2001 | Get Up and Boogie Everything                                            | BEF29 (10 Wo.)BEF | — | Erstveröffentlichung: 16. November 2001 |
| 2002 | Me & You Everything                                                     | BEF10 (17 Wo.)BEF | NL9 (4 Wo.)NL | Erstveröffentlichung: 3. Februar 2002 Radio 2 Sommerhit-Award 2002 feat. Jody Bernal |
| 2002 | Everything                                                              | — | — | |
| 2002 | Hijo de la luna Everything                                              | BEF8 (18 Wo.)BEF | — | Erstveröffentlichung: 8. November 2002 feat. Voice Male |
| 2003 | Bailaremos Baila Perez                                                  | BEF15 (13 Wo.)BEF | — | Erstveröffentlichung: 14. März 2003 |
| 2003 | Enamorada Baila Perez                                                   | BEF7 (14 Wo.)BEF | — | Erstveröffentlichung: 27. Juni 2003 Radio 2 Sommerhit-Award 2003 |
| 2003 | Sobreviviré Baila Perez                                                 | BEF34 (9 Wo.)BEF | — | |
| 2004 | Light of My Life Arena 2004                                             | BEF11 (20 Wo.)BEF | — | Radio 2 Sommerhit-Award 2004 |
| 2004 | Loca de amor Arena 2004                                                 | BEF23 (6 Wo.)BEF | — | |
| 2004 | El ritmo caliente Baila Perez / Arena 2004                              | — | — | |
| 2005 | Que viva la vida (Chiquitan) The Best of Belle Pérez / Que viva la vida | BEF2 (22 Wo.)BEF | NL3 (14 Wo.)NL | Erstveröffentlichung: 10. Juni 2005 Radio 2 Sommerhit-Award 2005 |
| 2005 | Dime The Best of Belle Pérez / Que viva la vida                         | BEF9 (10 Wo.)BEF | — | Erstveröffentlichung: 16. September 2005 |
| 2006 | El mundo bailando Gotitas de amor                                       | BEF1 Gold · (16 Wo.)BEF | NL17 (7 Wo.)NL | Erstveröffentlichung: 17. Februar 2016 Verkäufe: + 15.000; dritter Platz in der Qualifikation für den Eurovision Song Contest 2006 in Belgien, erste Single in Deutschland, Österreich und der Schweiz |
| 2006 | Ave Maria Gotitas de amor                                               | BEF11 (13 Wo.)BEF | NL31 (4 Wo.)NL | Cover eines Liedes von David Bisbal, Radio 2 Sommerhit-Award 2006 |
| 2006 | Gotitas de amor                                                         | — | — | |
| 2006 | Hoy (Le pido a Dios) Gotitas de amor                                    | — | — | Erstveröffentlichung: Dezember 2006 |
| 2007 | Amor latino Gotitas de amor                                             | BEF11 (7 Wo.)BEF | — | |
| 2007 | Djolei, djolei! Greatest Latin Hits                                     | BEF32 (9 Wo.)BEF | — | Erstveröffentlichung: 16. Juni 2007 nominiert für den Radio 2 Sommerhit-Award 2007 |
| 2008 | Dime que tu quieres Gipsy                                               | BEF10 (7 Wo.)BEF | — | Erstveröffentlichung: 16. Mai 2008 |
| 2008 | Amame Gipsy                                                             | BEF24 (2 Wo.)BEF | — | Erstveröffentlichung: 15. August 2008 |
| 2008 | Tú / You Gipsy                                                          | — | — | Erstveröffentlichung: 7. Oktober 2008 |
| 2010 | La colegiala –                                                          | BEF12 (6 Wo.)BEF | — | |
| 2011 | Shake It Out Back to Back                                               | — | — | Erstveröffentlichung: 29. April 2011 |
| 2012 | Beat on My Drum –                                                       | BEF30 (5 Wo.)BEF | — | Erstveröffentlichung: 22. Oktober 2012 feat. Gabry Ponte, Pitbull & Sophia Del Carmen |
| 2025 | Let The Sunshine In –                                                   | BEF42 (… Wo.)BEF | — | Erstveröffentlichung: 6. Juni 2025 |